# Otto Wilhelm (Politiker)
Otto Wilhelm (* 12. Mai 1857 in Graz; † 21. Juni 1908 ebenda) war Buchhalter und Abgeordneter zum Österreichischen Abgeordnetenhaus.

## Leben
Otto Wilhelm war Sohn des Kleidermachers Karl Wilhelm. Er war zunächst Handelsangestellter und Handlungsreisender in Graz und Wien, ab 1894 Buchhalter und Prokurist einer Selcherei und ab 1905 Inhaber eines Plakatierungs-, Annoncen- und Inseratenvermittlungs-Unternehmens in Graz. Ab 1905 war er Sekretär des Kaufmännischen Versorgungsvereins in Graz. Im Jahr 1908 starb er an Tuberkulose.
Er war römisch-katholisch und ab 1881 verheiratet mit Adelheid Fiedler, mit der er aber keine Kinder hatte.

## Politische Funktionen
Otto Wilhelm war vom 31. Januar 1901 bis zum 30. Januar 1907 Abgeordneter des Abgeordnetenhauses im Reichsrat (X. Legislaturperiode) und vertrat dort für das Kronland Steiermark die Kurie allgemeine Wählerklasse 1 Graz innere Stadt und Vorstädte (Gerichtsbezirke Graz, Frohnleiten, Wildon, Voitsberg).

## Klubmitgliedschaften
Otto Wilhelm war Mitglied im Verband der Deutschen Volkspartei.